# Beigan

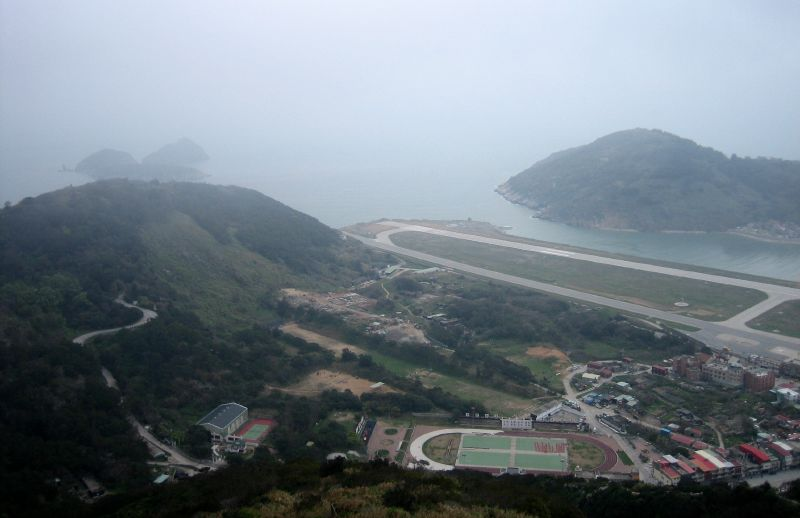
Aperçu du canton de Beigan de la colline Bishen.

Beigan (chinois traditionnel : 北竿鄉 ; pinyin : běigān xiāng ; zhuyin : ㄅㄟˇ ㄍㄢ ㄒ〡ㄤ; minnan: Báek-găng-hiŏng) est l'une des cinq grandes îles de l'archipel des Matsu. Ce canton est officiellement administré sous le comté de Lienchiang par la République de Chine. Il se réfère à la subdivision administrative incluant comprenant l'île majeure de Beigan, ainsi que d'autres petites îles de Matsu comme celle de Gao-dan (高登島) et de Lian (亮島). Ce canton a été l'un des laboratoires de la politique des Trois Liens vers la Chine continentale avant l'établissement de liens commerciaux, postaux et de transports directs entre Taïwan et la République populaire de Chine. La langue natale de nombreux habitants de l'île est le dialecte Matsu qui est l'une des langues statutaires pour les annonces dans les transports publics sur les îles Matsu.

## Nom
Le nom du canton de Beigan vient de l'île Beigan ou île Peikan, l'île principale du canton. L'île Beigan est aussi connu sous le nom de Pei-kan Tang ou Peikantang, (Chinese: 北竿塘; pinyin: Běigāntáng; Wade–Giles: Pei3-kan1-t'ang2,), Changcheshan (長岐山)  et Changqidao (長岐島) ou Ch'ang-hsü Shan (長㠘山),. Dans les annales des dynasties Song et Ming, l'île Beigan fut appelée Xiagantang ou Xiagantangshan (下竿塘/下干塘 ou 下竿塘山) alors que l'île Nangan (Archipel des Matsu), fut appelée Shanggantang ou Shanggantangshan (上竿塘/上干塘 ou 上竿塘山),.

## Histoire
L'île Beigan témoigne d'une implantation humaine depuis la période préhistorique, il y'a plus de six mille ans.
Des villages de pêcheurs furent fondés sur l'île Beigan au cours des dynasties Song et Yuan. 
Au cours des dynasties Ming et Qing, l'île fut abandonnée plusieurs fois en raison des édits de la Grande Évacuation. Des pirates furent souvent aperçus dans la région.
En 1754, une tour de guet fut érigée sur l'île.
En 1869, le gouvernement Qing érigea des tablettes dans les villages de Tangqi et de Qiaozi concernant des impôts sur le sel.

### République de Chine
Le 18 août 1928, les pluies torrentielles des jours précédents provoquèrent un glissement de terrain qui causa la mort de plus de trente personnes. Un habitant fut secouru trois jours après la catastrophe mais une famille de huit personnes disparut entièrement.
En 1934, un lianbao (bao uni) fut fondé et regroupa les habitants de Nangan, Beigan, Daqiu, Xiaoqiu, Gaodeng, Xiyang (西洋) et Dongyong. Plus tard, Xiyang et Dongyong (Dongyin) furent incorporés dans un lianbao différent.
Le 10 septembre 1937, le Japon occupa les îles Beigan et Nangan.
Les vastes ressources halieutiques de Beigan attirèrent de nombreux habitants de la province côtière du Fujian à résider sur l'île. Avec la création de la République populaire de Chine en Chine continentale en 1949, Matsu fut séparée du continent et fut par la suite incorporée au comté de Lienchiang par le gouvernement de la République de Chine.
Au début des années 1950, des escarmouches entre les armées nationalistes et les communistes prirent place près de l'île Gaodeng.
Au 12 décembre 1950, le district de Beigan fut établi comme une partie de la Commission Administrative des îles Matsu (馬祖行政公署). Le gouvernement du comté et le système du baojia furent abolis. Le 15 août 1953, le gouvernement du comté de Lienchiang fut rétabli en incluant le canton de Beigan,.
Le 31 mai 1955, un torpilleur de la Chine communiste s'engagea au nord-est de l'île Beigan.
Le 25 octobre 1967, des tirs d'obus de la Chine communiste sur Tangqi conduisit à la mort d'une personne de dix-neuf ans, en blessa six autres et détruisit trois bâtiments.
Le 3 mai 1977, le 2 mai et le 28 septembre 1980, le président Chiang Ching-kuo se rendit sur le canton pour une visite. 
En 1994, l'aéroport de Beigan fut construit sur l'île de Beigan.
Le 17 juin 1994 et le 31 août 1996, le président Lee Teng-hui fit une visite du canton. 
Le 10 août 1997, l'avion du vol 7601 de la compagnie aérienne Formosa Airlines se crasha sur l'île de Beigan. Tous les passagers et l'équipage à bord moururent.
Le 17 novembre 2000, le président Chen Shui-bian se rendit sur Beigan pour une visite.
En 2011, des squelettes d'hommes préhistoriques furent découverts sur l'île Liang. 
Le 19 janvier 2013, le président Ma Ying-jeou fit une visite du canton.
En 2013, le film 100 Days fut tourné à Qinbi (Cinbi).

## Géographie
Beigan est situé à environ 200 kilomètres au nord-ouest de l'île de Taïwan, relativement au nord par rapport aux autres îles Matsu. Elle constitue la deuxième plus grande île de l'archipel après Nangan. À leurs points les plus proches, les îles Beigan et Nangan se situent à moins de 3 kilomètres l'une de l'autre. Elle est également classée deuxième en termes de population parmi les autres cantons du comté. Le village de Tan-Chi (塘岐村) constitue le lieu le plus peuplé et le plus desservi de Beigan.
Beigan forme une île longue et étroite dotée de hautes collines avec comme point culminant, le mont Bi (chinois : 壁山; pinyin : Bìshān) atteignant les 298 mètres. Le terrain de l'île reste accidenté, mais un grand nombre de plages de sable et des îles périphériques jonchent la côte,,.

L'île principale du canton de Beigan mesure 6,43 km² en superficie. Les îles mineures incluent l'île Gaodeng (deuxième plus grande), l'île Daqiu (troisième plus grande), l'île Liang (quatrième plus grande) et  l'île Xiaoqiu (小坵) (cinquième plus grande). Les points le plus septentrional et le plus oriental du canton de Beigan se situent sur l'île Liang. Le point le plus occidental est sur Jinyu (進嶼) tandis que le plus méridional est sur Queshi (鵲石),. D'autres îles incluent l'île Wuming (無名島), Qiaotou (峭頭), Jinyu (進嶼), Langyan (浪岩), Sanlianyu (îlot Trois rochers; 三連嶼), Zhongdao (中島), Gelidao (île coquillage; 蛤蜊島) qui est dorénavant connectée au sud de Beigan par une chaussée, l'île Luoshan (螺山) puis l'île Bangshan (蚌山) qui se situent près de la côte septentrionale de l'île Beigan. Il existe une petite île distante de quelques mètres de la plage de Qinbi (Chinbi) de 5 mètres de haut appelée îlot de la Tortue.

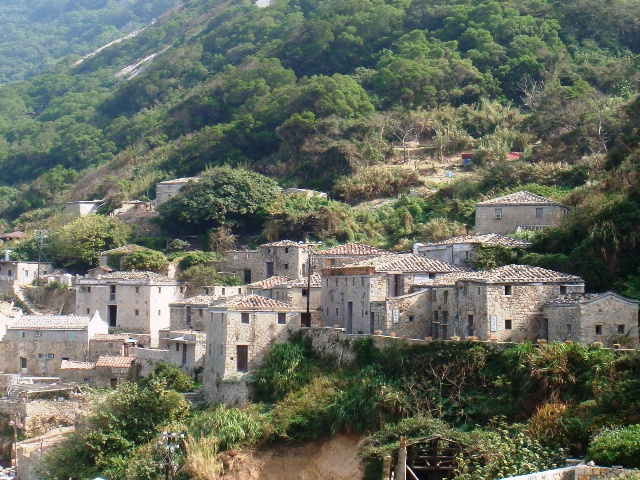
Aperçu du village de Chinbi

## Divisions administratives

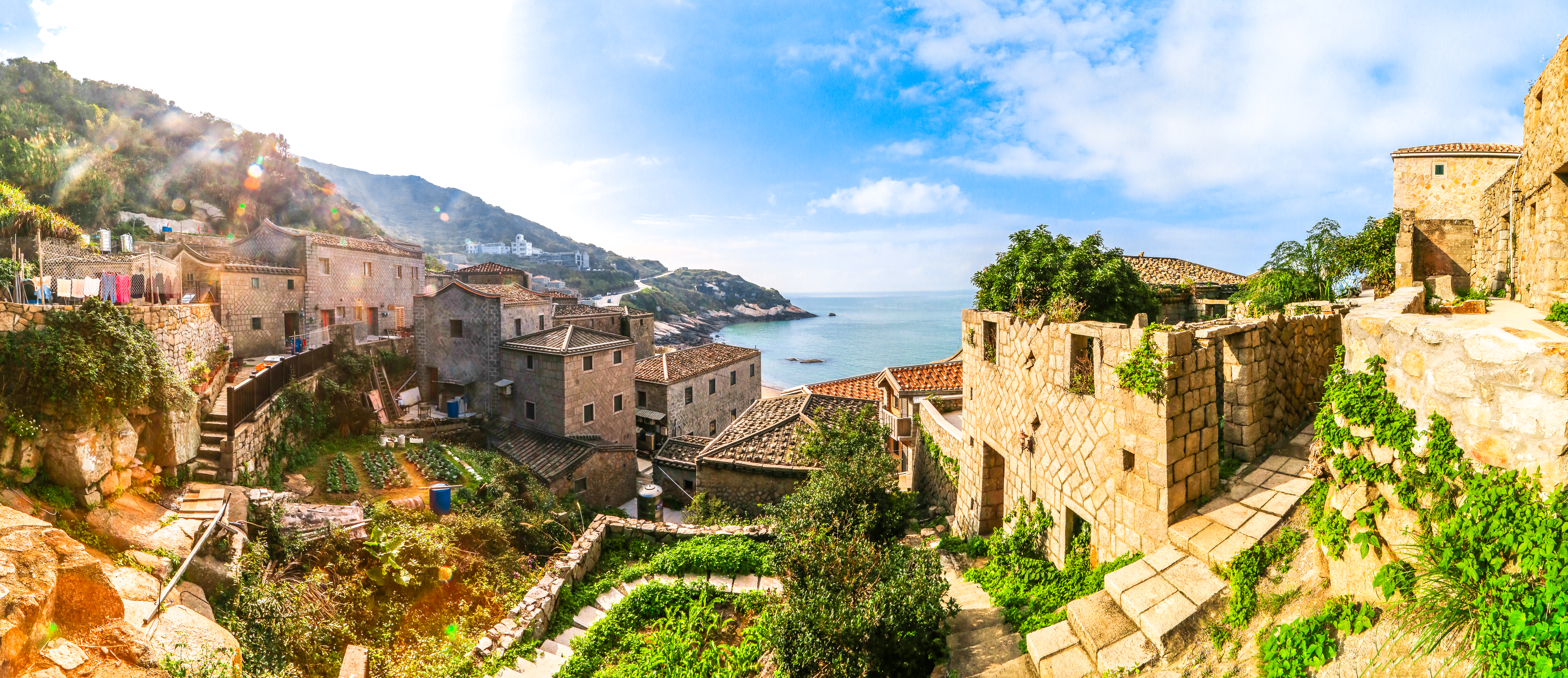
Village traditionnel de Qinbi à Beigan. Décembre 2018.

Depuis la restoration du gouvernement du comté de Lienchiang le 15 août 1953, le canton de Beigan a été subdivisé en 6 villages,,: 
- Houwo[29] ou Hou'ao[24] (Howo) (后沃村, forme informelle de l'ancien nom 後澳 ou 后澳[24]), situé sur une péninsule qui doit être atteinte au travers d'un tunnel sous l'aéroport.
- Qinbi (Chinbi[30] ou Cinbi[21]) (芹壁村; Foochow romanisé: Kṳ̀ng-biék-chŏng), célèbre pour son fantastique panorama sur l'îlot de la Tortue, l'île Daqiu et l'île Gaodeng. Qinbi est connu sous le nom de "ville méditerranéenne du détroit de Taïwan" (「馬祖地中海」)[30].Panorama du village de Qiaozi

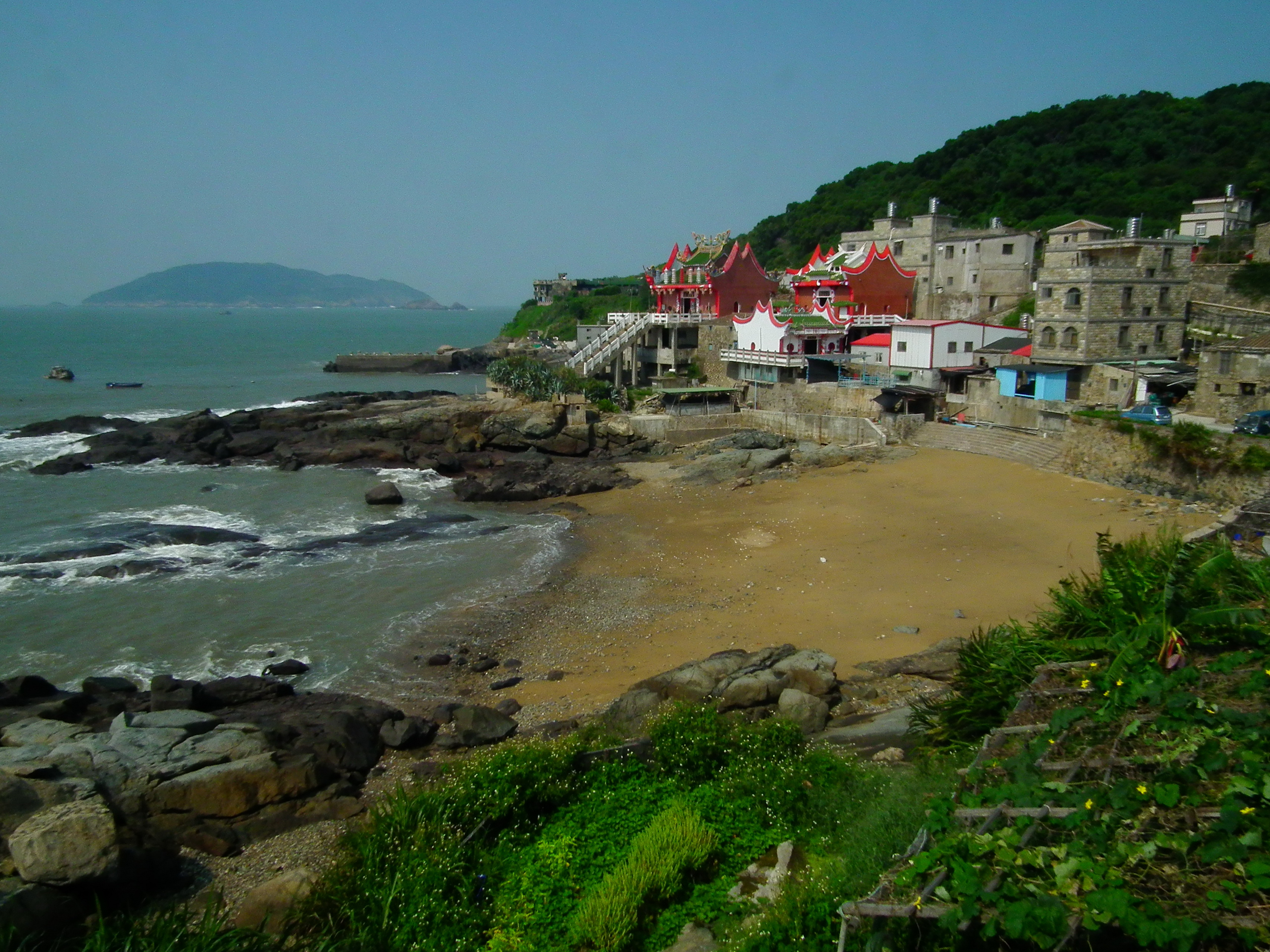
Panorama du village de Qiaozi

- Tangqi (Tanchi)[29] (塘岐村), village le plus densément peuplé de l'île.
- Baisha (白沙村), près du port où se garent les bateaux de commerce.
- Banli (坂里村, anciennement 堘村), où le tunnel de Beihai de Beigan se situe.
- Qiaozi (Chiaozai) (橋仔村), situé sur la côte nord-est de Beigan.

## Économie
Avec le départ de la majorité des troupes militaires, la principale source de revenus provient dorénavant du tourisme, avec plusieurs hotels à Tangqi et de nombreuses chambres d'hôtes à Qinbi et à Qiaozi. 

## Lieux d'intérêt touristique
- Tunnel Beihai
- Plage Benli
- Plage Tanghou[31]
- Îlot de la tortue

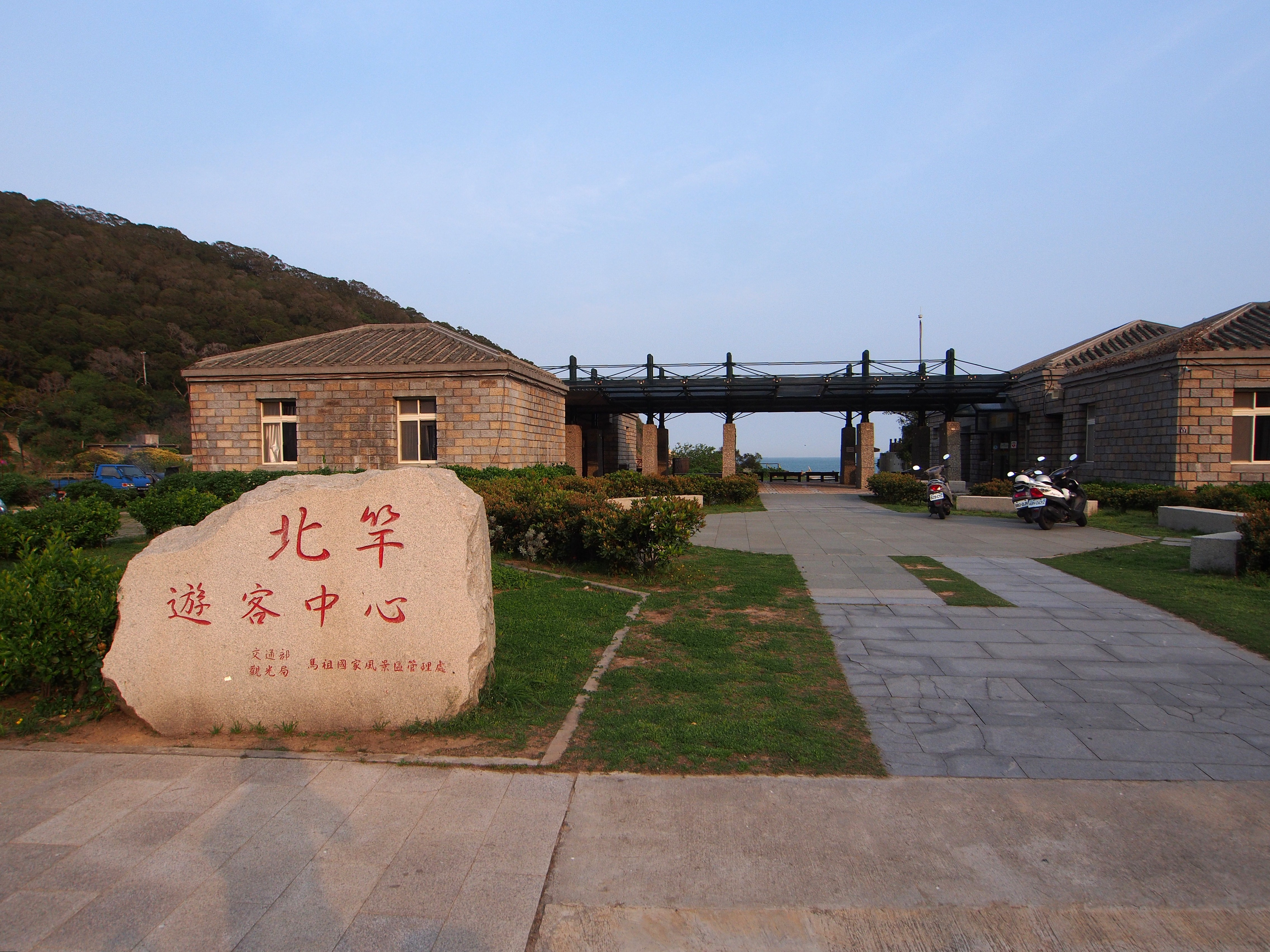
Office touristique de Beigan

- Le Centre d'Exposition du Parc Mémorial de la PaixAéroport Matsu Beigan

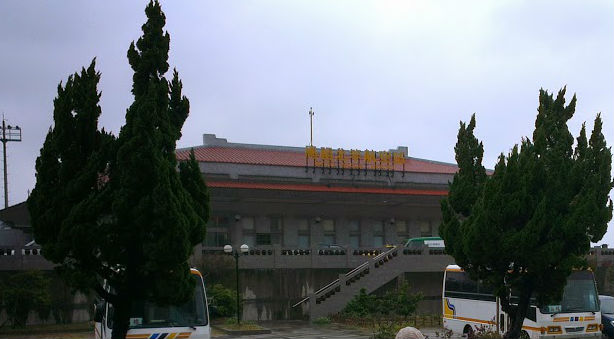
Aéroport Matsu Beigan

## Transport

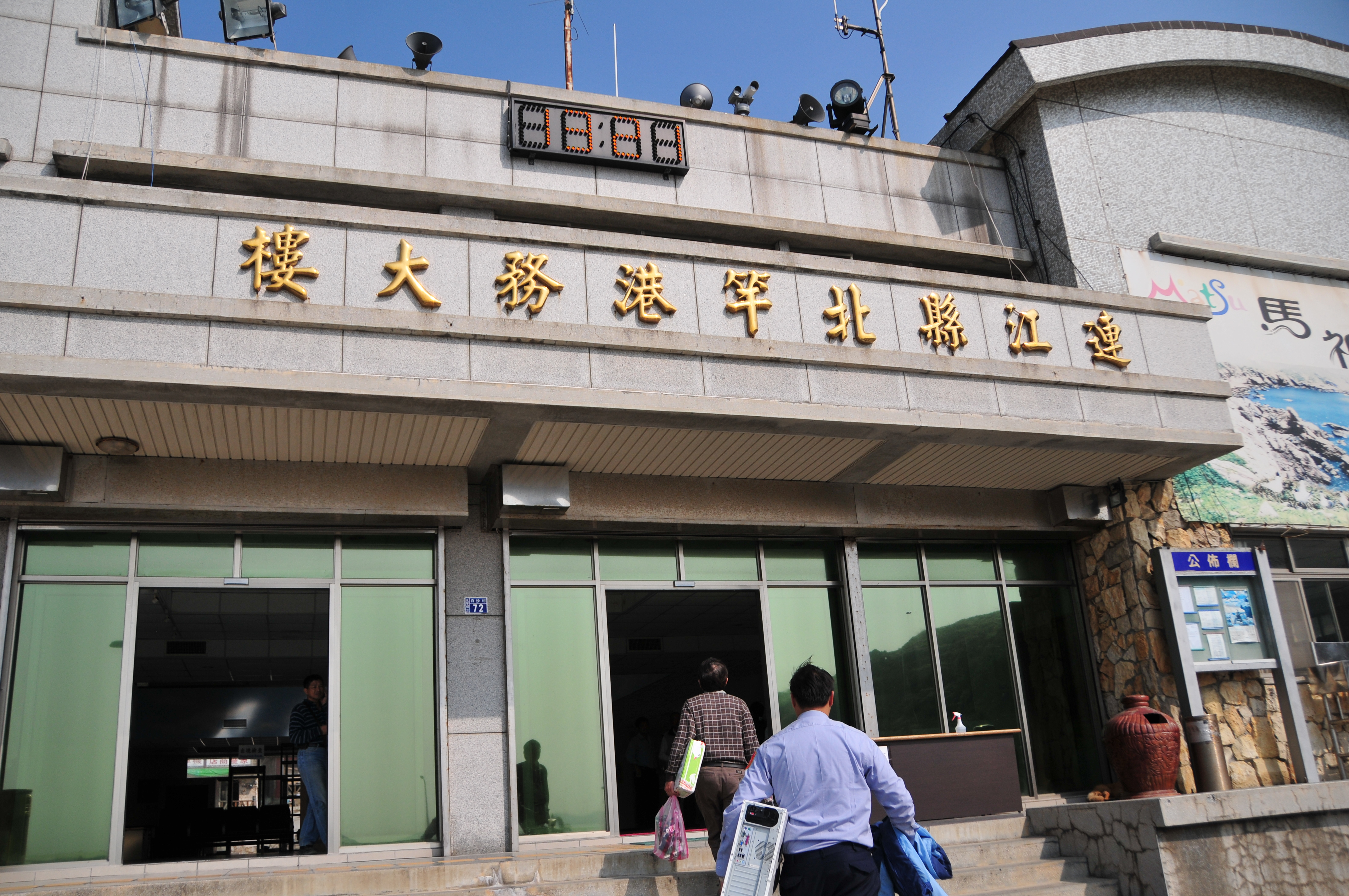
Port de Beigan

### Par avion
L'aéroport de Matsu Beigan est définie comme passerelle entre les îles Matsu et l'aéroport de Taipei Songshan et l'aéroport de Taichung sur l'île de Taïwan.

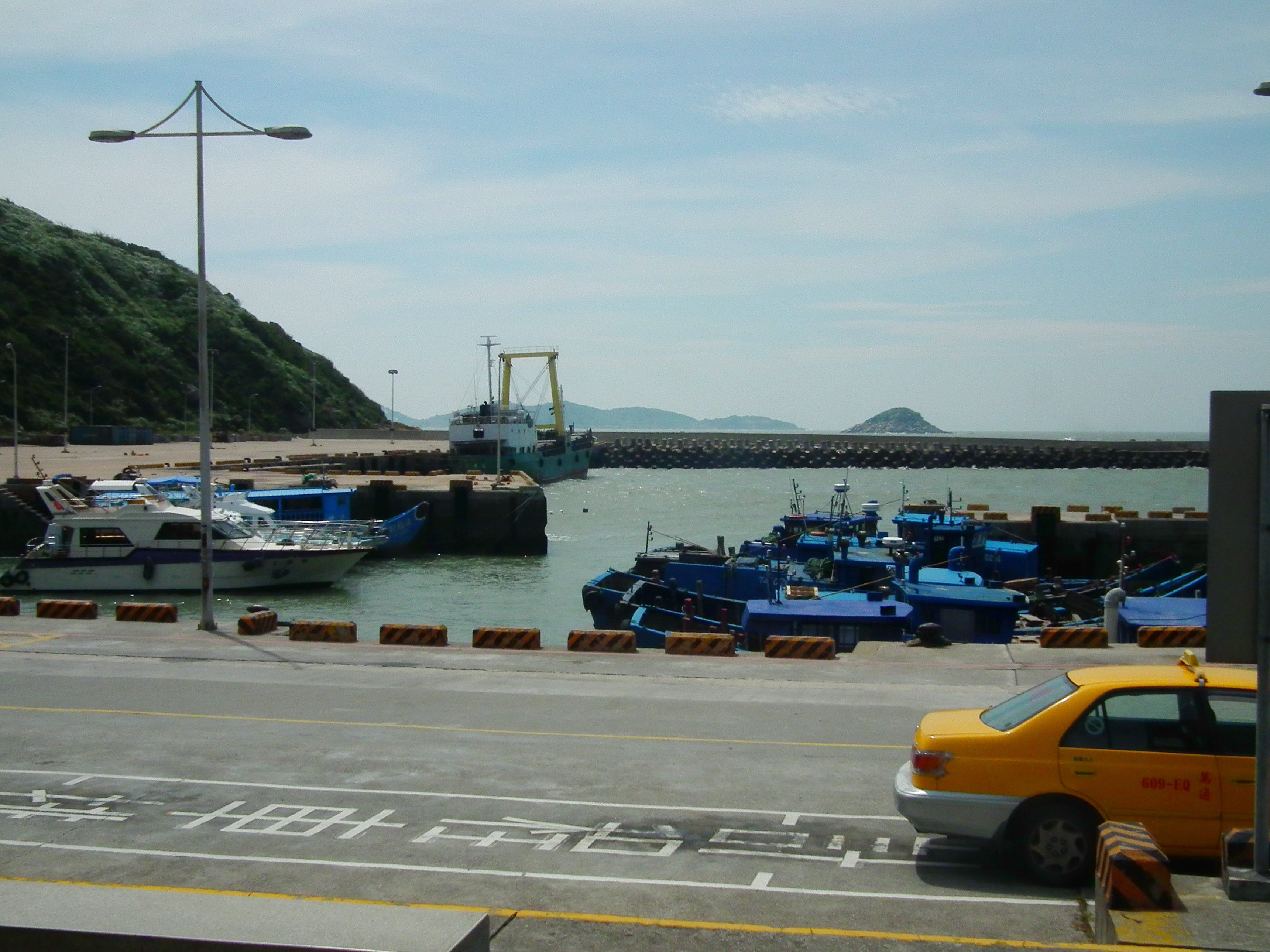
Port de Baisha

### Par bateau
Le canton est desservi par un port. Des bateaux effectuent régulièrement la liaison avec l'île de Nangan toutes les 10-15 minutes. Des ferries effectuent la liaison du port de Keelung jusqu'à Nangan, puis par transfert en ferry à Beigan.
Il existe depuis fin 2015 une liaison directe entre Beigan et la localité de Huangqi située dans le xian de Lianjiang, dans la province du Fujian en République Populaire de Chine.

### Par la route
Les routes sur Beigan sont desservies par taxi et bus. Des scooters ou des voitures peuvent être louées depuis plusieurs endroits.